# Оджахури
Оджахури (груз. ოჯახური) — национальное грузинское блюдо, жареное мясо с картофелем. Готовится из разных видов мяса (говядины, свинины и даже из курицы), картофеля, специй, традиционно подается на кеци.
На грузинском языке «оджахури» означает «семейное», это блюдо обычно готовится для всей семьи. Поэтому обычно готовится большое количество порций оджахури, чтобы хватило всей семье.

## История
Согласно легенде, оджахури появилось благодаря нехватке мяса в одной грузинской семье. Хозяйка, желая накормить всех членов семьи, заменила часть драгоценного мяса картофелем в равной пропорции и приправила блюдо специями. Новое сочетание понравилось детям, и со временем рецепт распространился по всем регионам Грузии и стал любимым семейным блюдом

## Региональные особенности и ингредиенты
В различных регионах Грузии для приготовления оджахури используют разные виды мяса — свинину, говядину или курицу. Основу блюда составляют мясо и картофель, нарезанные крупными кусками и обжаренные до румяной корочки. В качестве дополнительных ингредиентов часто добавляют репчатый лук, помидоры, сладкий перец, чеснок, а также традиционные грузинские специи: хмели-сунели, молотый кориандр, аджику, чёрный и красный перец. При подаче блюдо обычно украшается свежей зеленью, преимущественно кинзой или петрушкой. В некоторых случаях оджахури готовят и подают в глиняной сковороде кеци, которая позволяет дольше сохранять тепло и аромат.